# Сайлент Хілл (фільм)
«Сайлент Хілл» (англ. Silent Hill) — фільм жахів 2006 року, створений за мотивами японської серії гри Silent Hill. Здебільшого базується на першій частині гри, але також включає елементи з другої і третьої частин. У фільмі використовувався саундтрек з перших чотирьох частин серії.
Прем'єра фільму відбулася 21 квітня 2006 року. Слогани фільму: «Ми тебе чекали» (We've been expecting you), «Гра розпочалася» (The Game is on), «Тиша буде порушена» (The Silence Will Be Broken), «Отримайте задоволення від перебування» (Enjoy Your Stay).
У 2006 році вийшов документальний фільм «Path Of Darkness: Making „Silent Hill“», що розповідає про зйомки фільму. Зразком міста Сайлент Хілл у фільмі стало американське місто Централія в штаті Пенсільванія; у ньому вже понад 40 років горять запаси вугілля під землею і воно практично безлюдне.
У 2012 році вийшов сиквел фільму під назвою «Сайлент Хілл 2».

## Сюжет
Дев'ятирічна Шерон да Сільва (Джодель Ферланд) схильна до лунатизму. Уві сні її мучать жахіття, в яких вона опиняється у покинутому місті Сайлент Хілл. Прийомна мати дівчинки, Роуз да Сільва (Рада Мітчелл) хоче відвезти її в це місто, щоб Шерон могла позбутися цих страшних снів. Чоловік Роуз, Крістофер да Сільва (Шон Бін), категорично проти такого рішення, однак Роуз все одно везе Шерон в Сайлент Хілл. По дорозі за ними пускається в гонитву поліцейська патрульна Сібіл Бенетт (Лорі Голден), підозрює, що Роуз — черговий маніяк, що везе викрадену дитину в Сайлент Хілл, щоб вбити (Беннет вже стикалася з подібними випадками). В результаті вони опиняються в Сайлент Хілл всі разом.
При в'їзді в місто на дорозі перед машиною Роуз з'являється дивна фігура; при спробі уникнути зіткнення вона потрапляє в аварію. За нею врізається в огорожу і мотоцикл Беннет. Прокинувшись після удару, Роуз виявляє, що її дочка зникла. Під містом багато років вирує підземна пожежа, через яку мешканці покинули місто. З неба падає попіл, а через туман дуже погано видно.
Роуз йде шукати свою дочку і спускається в якийсь підвал, де вона вперше зустрічається з породженнями Сайлент Хіллу — обпаленими дітьми. Роуз дивом вдається вижити і вона повертається до машини.
З часом Беннет, яка незбагненним чином теж вижила після аварії, наздоганяє Роуз. Спочатку вона як і раніше намагається заарештувати Роуз, але пізніше починає їй вірити, особливо після того, як вони стикаються з якимись неймовірними істотами, найбільше схожими на породження нічного кошмару — чи то демонами, чи то зомбі. Істоти ці з'являються з непроглядної темряви, яка регулярно накриває Сайлент Хілл. Тільки дивом жінкам вдається залишатися в живих. Вони виконують вказівки, які знаходять в дивних малюнках, схожих на малюнки Шерон. А спробувавши повернутися за підмогою, вони виявляють, що на місці в'їзду в Сайлент Хілл тепер величезна ущелина, дна якої не видно через всюдисущий туман.
Потім вони знаходять дивну громаду релігійних фанатиків, які переконані, що тільки непохитна віра здатна врятувати їх від жахів і загибелі. Громаду очолює Крістабела (Еліс Кріге). Члени громади намагаються допомогти Роуз знайти її дочку, але поступово Роуз відкривається страшна правда — саме Крістабела винна в долі, яка спіткала місто багато років тому.
Алессі Гіллеспі, дочка юродивої Далії, була зґвалтована прибиральником Коліном в шкільному туалеті, куди її загнали дражливі діти. На додаток до решти сектанти на чолі з Крістабелою були переконані, що дівчинка — відьма. Вони спробували «очистити» її вогнем, але замість цього страшно обпекли її, викликавши заодним підземну пожежу, яка і спалила місто. Ненависть Алессі росла і росла, розпалюючись зсередини. Вона була настільки сильною, що нашкодила навіть медсестрі, яка поцікавилася нею, нагородивши її сліпотою і страшними опіками на обличчі. Душа дівчинки втілилася в Дівчинку-Демона. Пізніше Алессі створила Шерон (зовні — свою абсолютну копію). Алессі заховала Шерон подалі від пекла, що коїться в Сайлент Хілл в окружному притулку округу Толука. Ось чому Шерон згадувала Сайлент Хілл в своїх снах. Демон-Алессі переслідує Крістабелу, яка переконана, що залишилася єдиною силою, здатною протистояти нібито прийдешньому Апокаліпсису.
В цей час Крістофер да Сільва намагається потрапити в Сайлент Хілл, де пропали його дружина і дочка. Інспектор Томас Гуччі (Кім Коатс) спочатку намагається йому перешкодити, але потім веде його по місту, де немає ніяких слідів зниклих. Фільм досить наочно показує, що Роуз і Сібіл існують в зовсім іншому шарі реальності, ніж Крістофер і Томас: пошукова група йде по спокійній, залитій сонцем покинутій школі, а одночасно з тим Роуз і Сібіл в цій же школі в непроглядній пітьмі рятуються від страшних потвор. Не знайшовши відповідей в Сайлент Хілл, Крістофер намагається з'ясувати правду, вломується в закритий архів, де зберігаються поліцейські протоколи з Сайлент Хіллу, але дізнається тільки, що його прийомна дочка неймовірно схожа на Алессі Гіллеспі, яку Томас колись врятував від смерті на розжареному вугіллі громади Крістабели, однак Алессі назавжди залишилася інвалідом. У притулку, куди підкинули багато років тому Шерон, йому відмовляються розповісти про обставини появи дівчинки. Томас змушує його повернутися додому і обіцяє, що для порятунку його рідних буде зроблено все можливе. Видно, що Томас знає про Сайлент Хілл набагато більше, ніж хоче розповісти, але Крістофер змушений підкоритися.
Крістабела випадково бачить медальйон Роуз з портретом Шерон і впізнає в ній Алессі. Вона починає переслідувати Роуз і Беннет. Беннет потрапляє в руки фанатиків, які спалюють її живцем. В цей час Роуз пробивається через заселений монстрами старий госпіталь, де в останній кімнаті, вона знаходить справжню Алессі та її темну половину. Остання розповідає Роуз всю історію пекла Сайлент Хіллу і пропонує угоду: жінка допомагає Демону проникнути в собор, де замикаються на час темряви сектанти, а Демон натомість допомагає врятувати Шерон. Самостійно Демон не здатна увійти в собор — сліпа віра фанатиків є для неї нездоланною перепоною. Однак Роуз може пронести Демона в собі.
Тим часом Крістабела готує вогняне аутодафе і для Шерон, яка ховається у Далії. Роуз приходить в собор як раз перед спаленням дочки. Роуз, пробиваючись крізь натовп фанатиків, намагається донести до Крістабели, що її Апокаліпсис — вигадка, що світ продовжує існувати і тільки вона винна в проклятті, яке спіткало Сайлент Хілл. Крістабела б'є Роуз ножем. В цей момент темрява виходить з рани Роуз, і таким чином зло проникає в собор. З'являється Алессі і темна сторона Алессі. Алессі, прикута до ліжка, вбиває всіх вцілілих жителів за допомогою колючого дроту, що ожив, але не чіпає свою матір Далію, Роуз і Шерон. Роуз звільняє Шерон, закриває очі і просить дівчинку зробити те ж саме, але в якийсь момент Шерон відкриває очі, і перед нею постає темна сторона Алессі.
Мати Алессі залишається в церкві, а Роуз і Шерон їдуть додому. При цьому ущелина на в'їзді в місто зникає прямо під колесами, а туман немов переслідує Роуз і Шерон. Повернувшись додому вони виявляють, що залишилися в туманному світі. Тим часом Крістофер знаходиться у себе вдома в реальному світі, і не може бачити Роуз і Шерон.